# Базелеоне (Беневенто)
Базелеоне је насеље у Италији у округу Беневенто, региону Кампанија.
Према процени из 2011. у насељу је живело 90 становника. Насеље се налази на надморској висини од 792 м.